# Diviciacus (Haeduer)
Diviciacus (lateinische Form, keltisch: Diviciacos), auch Divitiacus, war ein haeduischer Stammesführer und Druide im 1. Jahrhundert v. Chr.
Diviciacus war den Römern freundlich gesinnt und besuchte 61 v. Chr. Rom, wo er im Senat Hilfe gegen die Sequaner erbat, die gemeinsam mit dem Germanen Ariovist die Haeduer besiegt hatten. Die Bitte blieb erfolglos, der Senat beauftragte lediglich den jeweiligen Statthalter der Provinz Gallia Narbonensis, die Haeduer und andere Bundesgenossen nach Möglichkeit zu unterstützen – praktische Auswirkungen hatte dies zunächst nicht. In Rom traf er auch Cicero, der sich von Diviciacus über die keltische Wahrsagekunst unterrichten ließ.
58 v. Chr. erbat Diviciacus als Vergobret (Stammesführer) die Hilfe des neuen gallischen Prokonsuls Caesar zuerst gegen die Helvetier, die, bedrückt von den Germanen unter Ariovist, beschlossen hatten, ihre Heimat zu verlassen und ihr Volk umzusiedeln. Später bat er Caesar um Hilfe gegen Ariovist selbst und trug so zum Ausbruch des Gallischen Krieges bei. Dabei geriet er in Konflikt mit seinem römerfeindlichen Bruder Dumnorix, der ihm die Herrschaft streitig machte und einen Umsturz plante. Dumnorix wurde entmachtet, aber auf Bitten des Diviciacus begnadigt. Dieser unterstützte Caesar auch noch im folgenden Jahr beim Kampf gegen die Belger, wobei er die Begnadigung der Bellovaker erwirkte. Nach diesem Vorfall wird nicht mehr über Diviciacus berichtet, was darauf schließen lässt, dass er kurz darauf verstarb.